# Драченко Герасим

Могила Г. Драченка, православний цвинтар на Волі, м. Варшава.

Драченко Герасим (нар. 4 березня 1891 — †13 грудня 1938) — сотник Армії УНР, працівник Інформбюро Сірої дивізії, диригент. 

## Коротка біографія
Народився в с. Орлівка (Теплицький район) на Поділлі 4 березня 1891 року.
Закінчив гімназію в Києві та юнкерську школу піхоти в Чугуєві. Під час Першої світової війни командував батальйоном. У листопаді 1914 року за бої під с. Стронків нагороджений Золотою зброєю. Пізніше потрапив до австрійського полону. Перебував у старшинському таборі Браунау-на-Інні. 1918 року став ад'ютантом 4-го полку 1-ї Козацької стрілецької дивізії. Під час повстання проти гетьмана Павла Скоропадського очолював оперативний штаб дивізії, активно працював у його Інформаційному бюро. 1919 року був делегований до військової секції Української дипломатичної місії у Варшаві. Вербував полонених до організованої в Ланцуті 6-ї Січової дивізії Марка Безручка. У лютому став начальником секції полонених Військової місії УНР. Тоді ж підвищений до звання сотника. Після розпуску місії навчався в Школі політичних наук, брав активну участь у діяльності Українського товариства студентів-емігрантів. Працював у фірмі «Польський Ллойд». Був активним членом Українського клубу. Диригував українським хором.
Помер 13 грудня 1938 року у Варшаві. Похований на цвинтарі «На Волі».